# Жичка архиепископия
Жичката архиепископия (на сръбски: Жичка архиепископија), а след преместването Печка архиепископия (на сръбски: Пећка архиепископија), наричана също Жичко-печка архиепископия (на сръбски: Жичко-пећка архиепископија) и Сръбска архиепископия (на сръбски: Српска архиепископија) е първата автокефална (самостоятелна) архиепископия за средновековните сръбски земи, просъществувала в периода от 1219 г. до 9 април 1346 г., Цветница, когато на църковно-народен събор в Скопие е издигната в Печка патриаршия.
Учредяването на тази архиепископия е изключителна заслуга на първия сръбски архиепископ Свети Сава, бележейки началната точка в последващото историческо развитие на Сръбската православна църква. Църквата носи името си по/от първото архиепископско седалище в манастира Жича, а след преместването ѝ в Печкия манастир се нарича Печка архиепископия.
Църквата е означавана и като Сръбска архиепископия, понеже има за цел приобщението на сърбите към православието след Великата източно-западна схизма от 1054 г. и в контекста на превземането на Константинопол на 13 април 1204 г. със създаването на Латинска империя на местото Източната Римска империя. След превземането на Константинопол от латините балканският диоцез на православната деноминация е застрашен без водещия си световен имперски център, който се оказва в ръцете на римокатолиците.

Димитър Хоматиан изпраща няколко гневни писма на Растко (св. Сава Сръбски), че самоуправно учредил нова църква, като и обсебил безчинно четири български епархии (Рас, Призрен, Липлян и Срем – преминал междувременно във владение на Кралство Унгария) от Охридската българска архиепископия, приобщавайки ги към новата сръбска архиепископия в Жича, но явно инициативата се е ползвала с протекцията на Иван Асен II, защото Растко умира във Велико Търново след две поклонически и продължителни пътувания в Близкия Изток, с цел склоняване на трите източни патриаршии (Йерусалимска, Александрийска и Антиохийска) да подкрепят възстановяването на старата Българска патриаршия (като Търновска патриаршия), което и се случва след смъртта на Сава на църковен събор в Лампсак.
След основаването на новата сръбска архиепископия по различно време към нея са присъединени още 7 епархии в стари български територии, от които една новоучредена по средното течение на река Ибър в Поибрието и още 6 стари български – в резултат от завоеванията на кралете Милутин, Дечански и Душан от 1282 до 1346 години:
1. Банска епархия, новоучредена с диоцез по средното течение на река Ибър и със средище Банския манастир
2. Белградска епархия за Мачва
3. Браничевска епархия със средище Браничево
4. Дебърска епархия
5. Морозвиздска епархия по река Брегалница със средище Мородвис
6. Нишка епархия
7. Скопска епархия

След издигането на архиепископията в патриаршия, четири от епископиите на архиепископията са произведени в митрополии – Скопската, Призренската, Рашката и Зетската.